# Grænsevagt i Gaza
Grænsevagt i Gaza er en dansk reportagefilm fra 1957, der er instrueret af Ib Dam.

## Handling
Danske soldater var de første FN-tropper i Ægypten i efteråret 1956, men de fik snart følge fra ni andre nationer.